# Pseudomyrmex incurrens
Pseudomyrmex incurrens är en myrart som först beskrevs av Auguste-Henri Forel 1912.  Pseudomyrmex incurrens ingår i släktet Pseudomyrmex och familjen myror. Inga underarter finns listade i Catalogue of Life.